# William Robert Spencer
Pour les articles homonymes, voir Spencer.
William Robert Spencer (9 janvier 1769- 22 octobre 1834) est un poète anglais et un membre de la famille Spencer.

## Biographie
Il est le plus jeune fils de Charles Spencer et de son épouse Mary Beauclerk. Il est le petit-fils de Charles Spencer (3e duc de Marlborough) du côté de son père et de Vere Beauclerk (1er baron Vere) de sa mère. Né à Kensington Palace, Spencer fait ses études à Harrow School et à Christ Church, à Oxford, bien qu'il ait quitté Christ Church sans obtenir de diplôme.
L'esprit de Spencer fait de lui un membre populaire de la société. Il appartient à l'ensemble Whig de Charles James Fox et Richard Brinsley Sheridan et est fréquemment l'invité du prince de Galles. Il ne désire pas une vie publique, se contentant d'être écrivain de vers de société "occasionnels". En 1796, il publie une version anglaise de Leonore de Bürger et en 1802, il traduit une romance allemande dans son Urania, qui est produit sur la scène de Drury Lane. Parmi ses pièces les plus connues, qui sont publiées dans un recueil de ses poèmes en 1811, il y a sa célèbre ballade «Beth Gelert» et «Too Late I Stayed». Ses écrits sont très appréciés par ses contemporains, étant chaleureusement loués par des personnalités telles que Walter Scott, John Wilson et Lord Byron,.
En 1791, il épouse Susan, fille du comte Jenison-Walworth, chambellan de l'électeur palatin, dont il a cinq fils et deux filles. Un fils, Aubrey Spencer (en) (1795–1872), devient le premier évêque de Terre-Neuve en 1839, après avoir été nommé au Siège de la Jamaïque. Un autre fils, George Spencer (évêque) (en) (1799–1866), est en 1837 consacré deuxième évêque de Madras.
Spencer siège brièvement à la Chambre des communes mais abandonne son siège en 1797 pour devenir commissaire aux timbres afin de subvenir aux besoins de sa famille. Il occupe le poste jusqu'en 1826, le cédant après avoir déménagé à Paris l'année précédente en raison de ses difficultés financières. Spencer passe ses dernières années à Paris, y mourant en octobre 1834. Ses restes ont été ramenés en Angleterre et enterrés à Harrow Church.

## Écrits
- WR Spencer, Poems (Londres, 1835), contenant un mémoire biographique;
- Le registre annuel (1834)
- Alumni Oxonienses 1715–1886, annoté par J. Foster (4 vol., Oxford, 1891)[2].
- Charles Madison Curry et Erle Elsworth Clippinger, Children's Literature, Chicago, Rand McNally, 1921, 436–437 (lire en ligne), « Beth Gêlert; or, the Grave of the Greyhound" poem by William Robert Spencer »